# Hoffman, Minnesota
Hoffman är en ort i Grant County i delstaten Minnesota, USA.